# (Benzène)chrome tricarbonyle
Le (benzène)chrome tricarbonyle est un complexe organochromique (en) de formule chimique (η6-C6H6)Cr(CO)3. Il s'agit d'un solide cristallisé jaune, soluble dans les solvants organiques apolaires. La molécule adopte une géométrie en tabouret de piano. Il a été préparé pour la première fois en 1957 par Fischer et Öfele par carbonylation de bis(benzène)chrome (η6-C6H6)2Cr, ce qui donne essentiellement de l'hexacarbonyle de chrome Cr(CO)6 avec des traces de (η6-C6H6)Cr(CO)3 ; la synthèse a été optimisée par réaction subséquente de l'hexacarbonyle de chrome formé avec le bis(benzène)chrome. La réaction industrielle fait intervenir l'hexacarbonyle de chrome avec le benzène C6H6 :
Cr(CO)6 + C6H6 ⟶ (η6-C6H6)Cr(CO)3 + 3 CO.

## Applications
Les complexes de type (arène)Cr(CO)3 ont été étudiés en détail comme réactifs en synthèse organique. Le cycle aromatique du (benzène)chrome tricarbonyle est significativement plus électrophile que le benzène lui-même, ce qui lui permet de réaliser des additions nucléophiles.
Le n-butyllithium permet la lithiation du ligand benzénique en raison de l'acidité accrue de ce dernier. L'organolithien qui en résulte peut à son tour intervenir comme nucléophile dans diverses réactions, comme avec le chlorure de triméthylsilyle (CH3)3SiCl :
Le (benzène)chrome tricarbonyle est un catalyseur utile pour l'hydrogénation des 1,3-diènes ; il n'hydrogène pas les doubles liaisons isolées.